# Ворзогоры
Во́рзогоры — сельский населённый пункт в Онежском районе Архангельской области России. Входит в состав Нименьгского сельского поселения. В селе расположены две деревянные церкви 1636 и 1793 годов постройки, а так же колокольня XVIII века.

## География

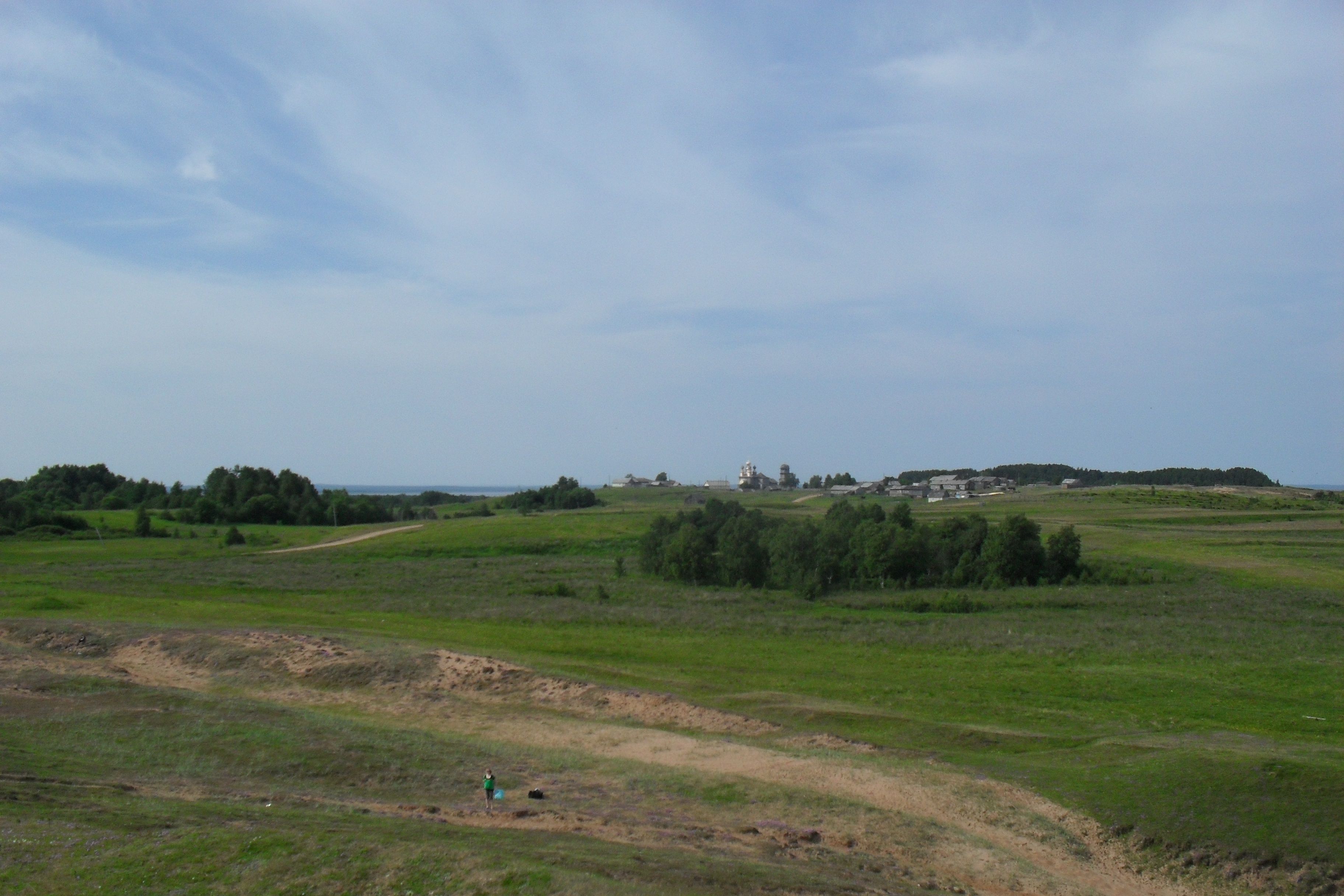
Ворзогоры (Кондратьевская)

Село располагается на Поморском берегу Онежской губы Белого моря у мыса Ворзогорский в 25 км к западу от онежского микрорайона Поньга. Самая высокая точка Ворзогор — «колокольня Ворзогорского каменного храма белого цвета, высотою 176/56 ф. над уровнем моря». Храм на самом деле деревянный. Село состоит из двух деревень — Яковлевская (первая) и Кондратьевская (вторая).
Улицы: Братьев Гуниных, Никольская, Павловский Бор, Поморская, Родниковая, Северная, Центральная.

## История
По данным палеогеографии, ещё 2—3 тысячи лет назад территория Ворзогор была островом. Данных о заселении этой территории саамами, чудью или корелами недостаточно. Считается, что село было основано во времена Ивана Грозного, в 1575 году, когда царём номинально был Симеон Бекбулатович. Родовые гнёзда первопоселенцев получили названия: Романовича, Егоровича и Батыга. Однако впервые упоминаются Ворзогоры, как платившие дань Соловецкому монастырю, в 1559 году. С 1657 года Ворзогорская волость платила дань Крестному монастырю расположенному на Кий-острове. В 1764 году, после секуляризации, монастырская эксплуатация прекратилась, но крестьяне, переданные в государственную казну, были объявлены «экономическими» и обложены оброком для содержания Крестного монастыря.
С XVI века до 1780 года Ворзогорская волость была в составе Турчасовского стана Каргопольского уезда. С 1708 года — в Архангелогородской губернии. Затем — в Онежском уезде Архангельской области Вологодского наместничества. С 1796 года — в Архангельской губернии. С 1831 года — в Абрамовской волости, а с 1841 года — в Вачевской волости второго стана Онежского уезда. С 1866 года — снова Ворзогорская волость. С 1917 года в составе укрупнённой Онежской волости, объединившей Вонгудо-Андозерскую волость, Ворзогорскую волость, Кокоринскую волость, Подпорожскую волость и село Покровское Тамицкой волости. С 1924 года по 1959 год существовал Ворзогорский сельский совет. С 1959 года — в Нименьгском сельсовете. С 1995 года — в Нименьгской сельской администрации. В 2001 году в Ворзогорах создан ТОС.
В 1613 году, по легенде, здесь якобы осели литовско-польские «воры».
В 1918 году, перед интервенцией союзников, в Ворзогорах возник контрреволюционный мятеж. В 1920 году интервенты были изгнаны и закончилась гражданская война на Севере.
После победы над Германией в 1945 году домой не вернулось более 74 ворзогорцев.
С 2006 года Ворзогоры входят в состав Нименьгского сельского поселения Онежского муниципального района, хотя первоначально планировалось включить в 2004 году Ворзогоры в состав МО «Онежское».

## Экономика
Издревле ворзогорцы занимались рыбным и зверобойным промыслом, мореходством, судостроением, одними из первых стали культивировать на Севере картофель. Первые формы потребкооперации появились в Ворзогорах в 1923 году — артель «Труд-4». На реке Рочева, на обширных сенокосных угодьях, располагалась рочевская сельхозартель «Парижская коммуна», которой оказывал поддержку Поньговский лесозавод (№ 34). В 1930 году образован рыболовецкий колхоз им. Мулина, влившийся в 1962 году в колхоз «Вперёд!». В 1970 году укрупнённый колхоз им. Мулина переведён на сельскохозяйственный устав. В 1998 году колхоз (АО с 1993 года) был упразднён.

## Население
| 1716 | 1791 | 1915  | 1917  | 1920 | 1926  | 1939 | 1949 |
| ---- | ---- | ----- | ----- | ---- | ----- | ---- | ---- |
| 76   | ↗253 | ↗1299 | ↘1077 | ↘983 | ↗1043 | ↘538 | ↘389 |
| 1995 | 1996 | 2002  | 2004  | 2009 | 2010  | 2012 |      |
| ↘153 | ↗155 | ↘129  | ↘127  | ↘107 | ↗110  | ↗116 |      |

В 2009 году числилось 107 человек, в том числе 44 пенсионера. В 2002 году в было 129 человек (русские — 78 %).
По состоянию на январь 2021 года в деревне Ворзогоры постоянно проживает 22 человека.

## Этимология
Название села состоит из русского гора и коми вор — лес, либо ворзо — нетронутый лес.

## Известные уроженцы
- Алексеев, Дмитрий Фёдорович — генерал, полководец Великой Отечественной войны.
- Поспелов, Григорий Васильевич — мореход, участник первой экспедиции на Новую Землю Н.П Румянцева.
- Поспелов, Григорий Иванович — мореход, участник экспедиции В. А. Русанова на Новую Землю (1910).

## Топографические карты
- Лист карты P-37-I,II Малошуйка. Масштаб: 1 : 200 000. Указать дату выпуска/состояния местности.
- Ворзогоры на Wikimapia. wikimapia.org. Дата обращения: 6 февраля 2020.
- Данные получены с помощью Публичной кадастровой карты на официальном сайте Росреестра.